# Skeleton-Intercontinentalcup 2009/10
Der Skeleton-Intercontinentalcup wurde in der Saison 2009/10 zum dritten Mal ausgetragen. Er fungierte als Bindeglied zwischen dem Weltcup und den kontinentalen Rennserien Europacup und America’s Cup.
Die Startplätze wurden im Intercontinentalcup über nationale Quoten vergeben. Bei den Herren durften die Länder USA, Deutschland, Großbritannien und Kanada jeweils drei, Japan, Österreich, Russland, Lettland, Italien und Neuseeland zwei und alle restlichen Nationen einen Starter nominieren. Im Damenbereich durften auch die USA, Deutschland, Großbritannien und Kanada drei Starterinnen ins Rennen schicken, zwei Startplätze waren für Australien, Russland, die Schweiz und Japan vorgesehen. Alle übrigen Nationen hatten Anrecht auf einen Startplatz.

## Männer

### Veranstaltungen
| Datum             | Ort           | Sieger            | Zweiter           | Dritter            |
| ----------------- | ------------- | ----------------- | ----------------- | ------------------ |
| 27. November 2009 | Winterberg    | Alexander Gassner | David Lingmann    | Matthew Antoine    |
| 28. November 2009 | Winterberg    | Chris Type        | Alexander Gassner | Florian Grassl     |
| 5. Dezember 2009  | Königssee     | Alexander Gassner | David Lingmann    | Chris Type         |
| 11. Dezember 2009 | Cesana Pariol | Chris Type        | David Lingmann    | Alexander Mutowin  |
| 7. Januar 2010    | Lake Placid   | John Daly         | Anthony Sawyer    | Matthew Antoine    |
| 14. Januar 2010   | Calgary       | John Daly         | Adam Pengilly     | Charles Wlodarczak |
| 15. Januar 2010   | Calgary       | John Daly         | Adam Pengilly     | Chris Type         |
| 22. Januar 2010   | Park City     | John Daly         | Chris Type        | Alexander Mutowin  |

### Männer-Einzelwertung
| Platz | Sportler           | Land                   | Punkte |
| ----- | ------------------ | ---------------------- | ------ |
| 1     | Chris Type         | Vereinigtes Königreich | 1005   |
| 2     | Matthew Antoine    | Vereinigte Staaten     | 850    |
| 3     | Alexander Gassner  | Deutschland            | 845    |
| 4     | Anthony Sawyer     | Vereinigtes Königreich | 795    |
| 5     | Alexander Mutowin  | Russland               | 770    |
| 6     | Florian Grassl     | Deutschland            | 760    |
|       | Daniel Mächler     | Schweiz                | 760    |
| 8     | Charles Wlodarczak | Kanada                 | 730    |
| 9     | Keith Loach        | Kanada                 | 720    |
| 10    | Caleb Smith        | Vereinigte Staaten     | 710    |

## Frauen

### Veranstaltungen
| Datum             | Ort           | Sieger          | Zweiter         | Dritter         |
| ----------------- | ------------- | --------------- | --------------- | --------------- |
| 27. November 2009 | Winterberg    | Melissa Hoar    | Kathleen Lorenz | Jelena Judina   |
| 28. November 2009 | Winterberg    | Kathleen Lorenz | Melissa Hoar    | Carla Pavan     |
| 5. Dezember 2009  | Königssee     | Melissa Hoar    | Carla Pavan     | Katharina Heinz |
| 11. Dezember 2009 | Cesana Pariol | Kathleen Lorenz | Melissa Hoar    | Carla Pavan     |
| 7. Januar 2010    | Lake Placid   | Sarah Reid      | Michelle Steele | Donna Creighton |
| 14. Januar 2010   | Calgary       | Anja Huber      | Amy Gough       | Michelle Kelly  |
| 15. Januar 2010   | Calgary       | Anja Huber      | Amy Gough       | Michelle Kelly  |
| 22. Januar 2010   | Park City     | Kathleen Lorenz | Michelle Steele | Darla Deschamps |

### Frauen-Einzelwertung
| Platz | Sportler               | Land                   | Punkte |
| ----- | ---------------------- | ---------------------- | ------ |
| 1     | Kathleen Lorenz        | Deutschland            | 990    |
| 2     | Lucy Chaffer           | Australien             | 810    |
| 3     | Katharina Heinz        | Deutschland            | 805    |
| 4     | Darla Deschamps        | Kanada                 | 775    |
| 5     | Katharine Eustace      | Neuseeland             | 715    |
| 6     | Sarah Reid             | Kanada                 | 660    |
| 7     | Sarah Elisabeth Sydney | Vereinigtes Königreich | 630    |
| 8     | Melissa Hoar           | Australien             | 570    |
|       | Keslie Ann Tomlinson   | Vereinigte Staaten     | 570    |
| 10    | Kimber Gabryszak       | Vereinigte Staaten     | 535    |